# Pınar Selek
Pınar Selek (aussi orthographiée Pinar Selek), née le 8 octobre 1971 à Istanbul, est une sociologue, conteuse, écrivaine et militante antimilitariste et éco-féministe turque. Vivant en France depuis 2011, elle a obtenu la nationalité française en 2017.

## Biographie
Fille d'Alp Selek, avocat ayant passé quatre ans et demi en prison après le coup d'État de septembre 1980, et de Ayla Selek, pharmacienne,, Pınar Selek est par ailleurs la petite-fille de Haki Selek, un des fondateurs du Parti des travailleurs de Turquie. Ancienne élève du lycée Notre-Dame de Sion à Istanbul, elle soutient en 2014 une thèse de doctorat à l'université de Strasbourg. . 
Connue pour ses écrits sur les groupes opprimés en Turquie, elle plaide pour une approche sociologique qui ne se situe pas en surplomb des personnes enquêtées mais repose sur une immersion de longue durée (comme elle le résume dans un de ses articles). Son mémoire de DEA soutenu en 1997 porte sur la rue Ülker à Istanbul. Ayant partagé la vie des enfants de la rue pour mieux les connaître, parfois enfants de prostituées, jeunes homosexuels, elle mène sa recherche sur les personnes trans qui sont exclues de cette rue,.
Après ce travail, elle commence une enquête d'histoire orale sur la diaspora politique kurde au Kurdistan, en Allemagne et en France. La police turque l’arrête le 11 juillet 1998 et lui demande de livrer les noms de ses enquêtés. Elle refuse de les donner malgré les actes de torture qu'elle subit. Commence alors une affaire judiciaire, qui est décrite comme l'une des plus emblématiques de la répression que subissent intellectuels, universitaires étudiants, artistes et journalistes en Turquie.
Pınar Selek cofonde en 2001 l'association Amargi, qui lutte contre les violences faites aux femmes. Elle rencontre ensuite le journaliste Hrant Dink, qui l'invite à collaborer à son journal bilingue (turc-arménien) Agos. Sa thèse de doctorat en sciences politiques, soutenue le 7 mars 2014 à l'Université de Strasbourg, porte sur les mouvements sociaux turcs. Selek publie plusieurs travaux de sociologie en Turquie, dont une partie est traduite en français. Elle est également écrivaine et a publié plusieurs essais et romans, ainsi que des contes de fées. Son essai Parce qu'ils sont Arméniens (2015) allie autobiographie intellectuelle, témoignage social et historique et réflexion critique.
Selek travaille à l’université Côte-d'Azur à Nice grâce au Programme national d’accueil en urgence des scientifiques et des artistes en exil (PAUSE), avant d'y obtenir un poste pérenne d'enseignante-chercheure en 2022 . Membre du laboratoire de recherche URMIS, elle enseigne aux départements de sciences politiques et de sociologie-démographie,.
En septembre 2017, Pinar Selek obtient la nationalité française.
En 2023, elle publie Le Chaudron militaire turc : un exemple de production de la violence masculine, qui reprend le matériel de son enquête sociologique de 2007 sur le service militaire turc, déjà publié dans Devenir homme en rampant (2014). Elle le présente comme une synthèse plus réflexive que le précédent, s'appuyant notamment sur les travaux d'Hannah Arendt (la banalité du mal), de Michel Foucault (Surveiller et punir) et de Gilles Deleuze (la société de contrôle).
En 2024, elle devient « marraine » de Prison Insider, une plateforme d'information sur les conditions de détention dans le monde.

## Affaire Pınar Selek

### Accusation et procès

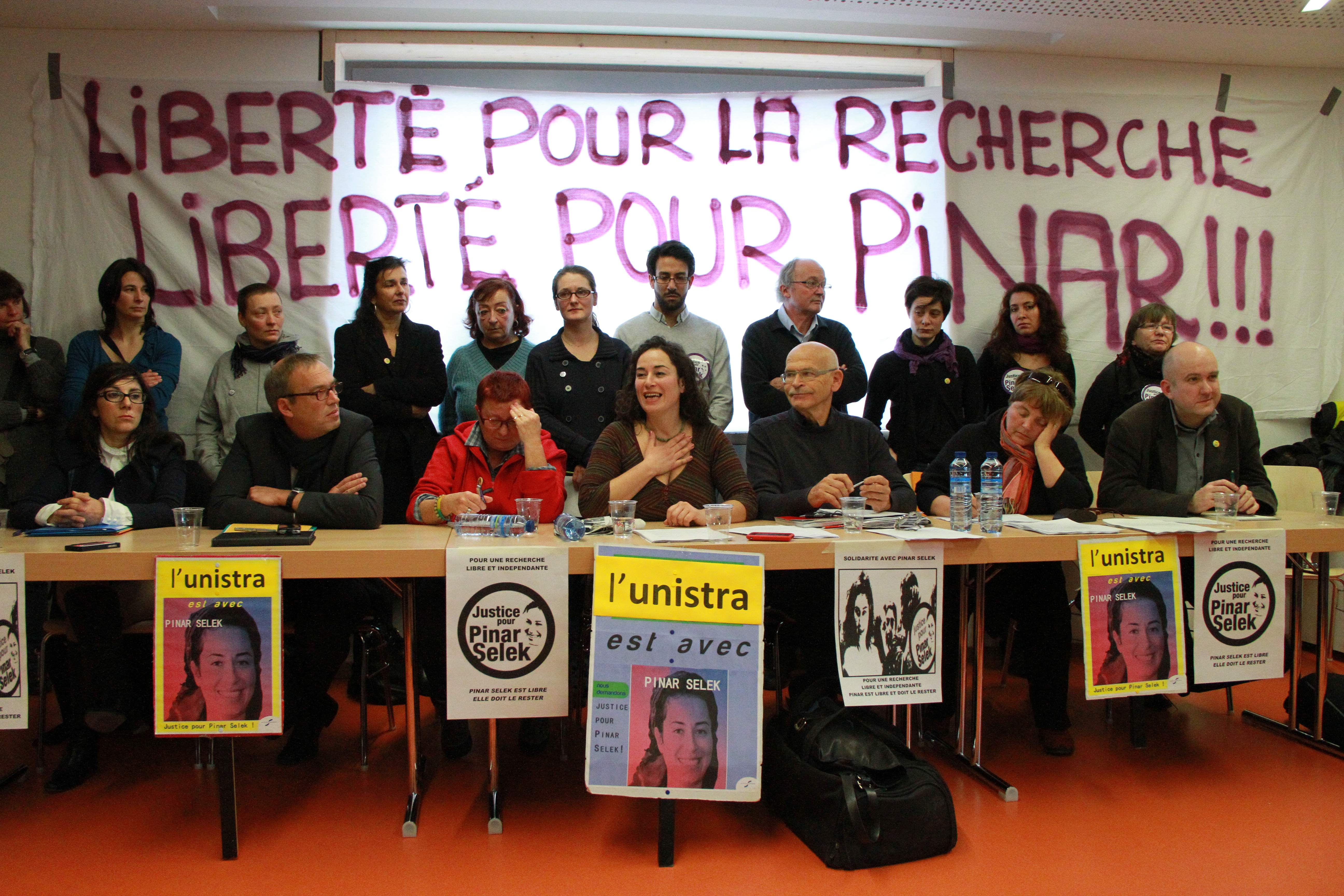
Pınar Selek (au centre) lors d’une conférence de presse à Strasbourg le 25 janvier 2013. À sa gauche, l’écrivain et journaliste Günter Wallraff.

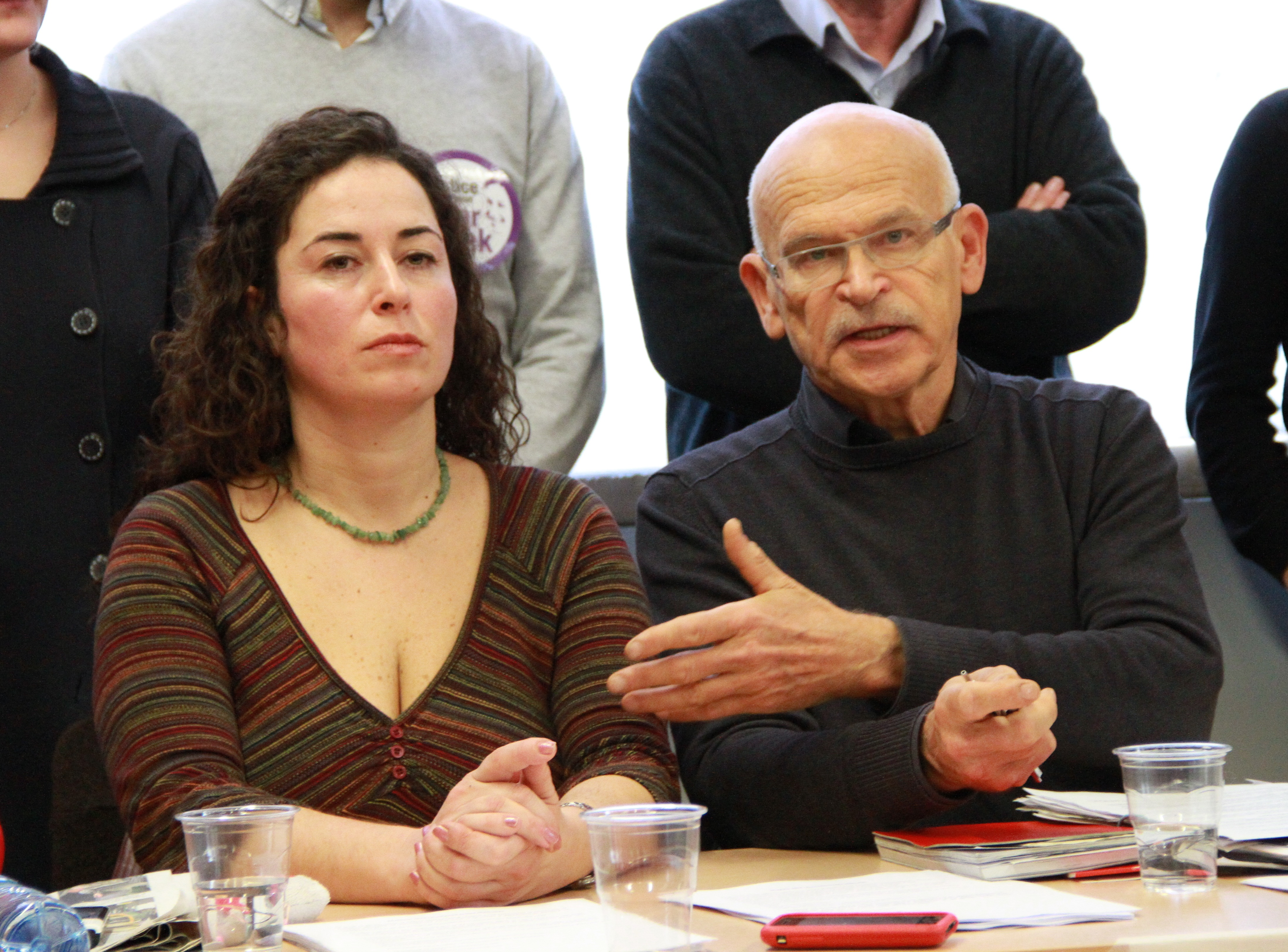
Pınar Selek et Günter Wallraff lors de la conférence de presse à Strasbourg le 25 janvier 2013.

Une explosion a lieu le 9 juillet 1998 sur le bazar aux épices à Istanbul faisant sept morts et une centaine de blessés. Il a été établi par plusieurs experts que cette explosion était due à une fuite de gaz. Le 11 juillet, Pınar Selek est arrêtée. Les autorités policières produisent des preuves falsifiées prouvant que cette explosion était due à une bombe posée par des partisans du PKK. La police reproche à Pınar Selek d'avoir collaboré à ce supposé attentat. En l'attente d'un jugement, en 2000, Pınar Selek est libérée une première fois.
À sa libération, Pınar Selek crée en 2001, avec d'autres militantes féministes, l'association Amargi, qui s'engage notamment contre les violences faites aux femmes. En 2006, le premier procès a lieu et l'un des faux témoins produits pour les besoins de ce procès politique se rétracte et confie que ses aveux ont été obtenus sous la torture. Pınar Selek est relaxée une première fois mais le procureur fait appel. En 2008, elle est relaxée une seconde fois mais l'appel de la Cour de cassation l'oblige à fuir la Turquie. Elle vient de publier Sürüne Sürüne erkek olmak, une étude sur la construction de la masculinité à travers le service militaire en Turquie. Bénéficiant d'une bourse du PEN club, Pınar Selek se rend alors en Allemagne.
Tandis que la procédure judiciaire à son encontre est toujours en cours, Pinar Selek arrive en 2011 en France, où elle bénéficie de l'asile académique avant de devenir française en 2017 et d'obtenir un poste pérenne à l'université en 2022.
Sa sœur, mathématicienne, devient avocate pour la défendre devant la justice turque aux côtés de leur père.

### Chronologie des événements

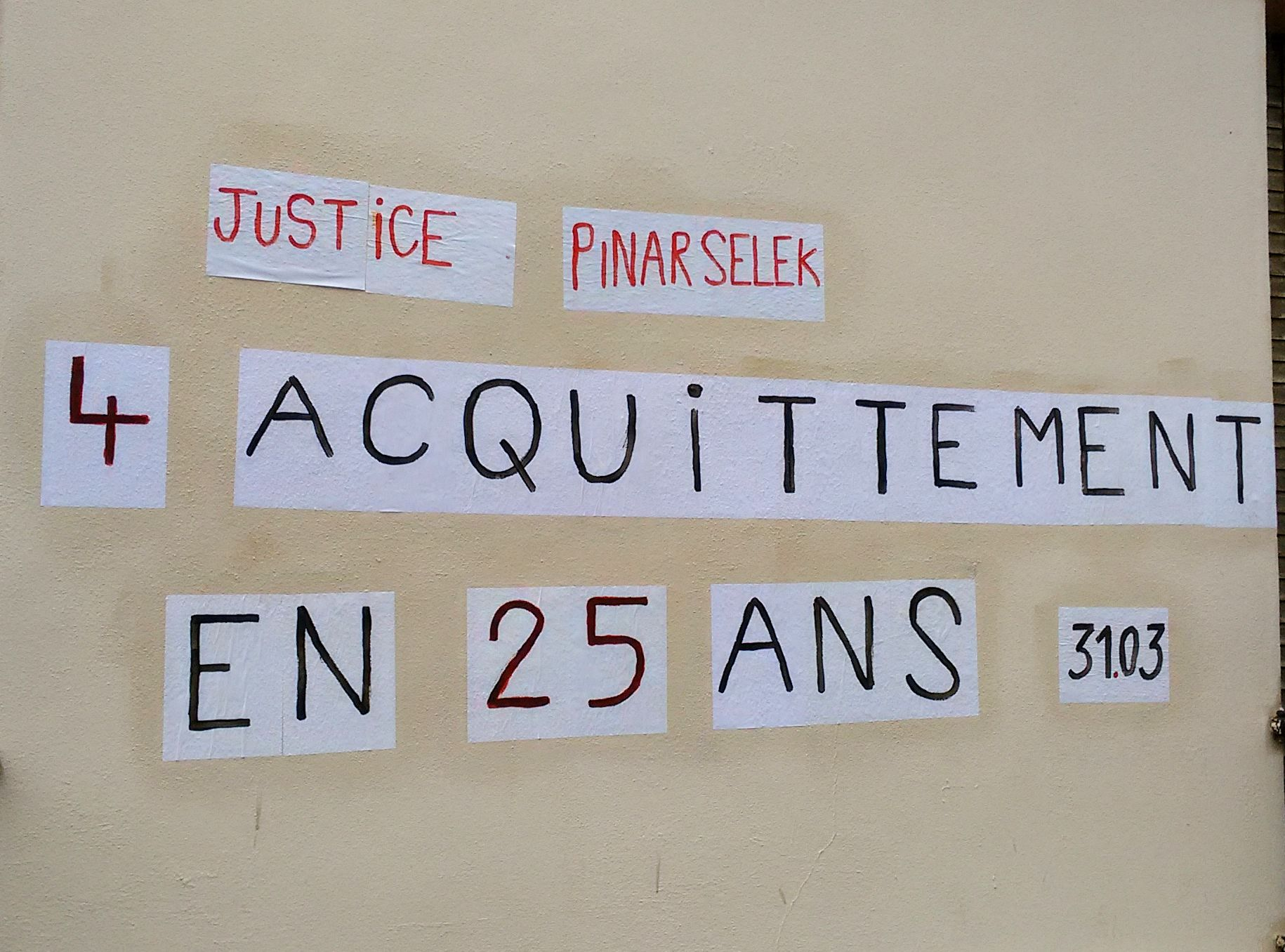
Collage en faveur de Pınar Selek à Lyon le 23 mars 2023.

- 1998 : arrestation de Pınar Selek ; elle refuse de livrer à la police l’identité de militants kurdes sur lesquels elle conduisait ses travaux de sociologue[3].
- 2000 : elle sort de prison[3].
- 2006 : procès ; Pınar Selek est acquittée.
- 2008 : second acquittement ; la Cour de cassation turque fait à nouveau appel. Pınar Selek quitte la Turquie pour Berlin où elle obtient une bourse du PEN club allemand. Elle vit deux ans dans la capitale allemande, avant de déménager à Strasbourg[3].
- 2011 : troisième acquittement ; la Cour de cassation fait à nouveau appel.
- 22 novembre 2012 : La Cour annule son propre acquittement
- 24 janvier 2013 : Pınar Selek est condamnée à perpétuité par le tribunal de Çağlayan à Istanbul[19].
- 11 juin 2014 : la Cour de cassation turque annule la condamnation à la prison à perpétuité de 2013 à la suite d'un appel des avocats dénonçant les illégalités de procédure ; un nouveau jugement est prévu[20].
- 19 Décembre 2014 : quatrième acquittement, mais le procureur fait appel.
- 21 juin 2022 : Pınar Selek est condamnée à la prison à perpétuité par la Cour suprême de Turquie ; un nouveau procès est prévu[21],[22].
- 6 janvier 2023 : un mandat d’arrêt international avec emprisonnement immédiat est émis à son encontre, avant même la tenue de son procès[23].
- 31 mars 2023 : cinquième procès de Pinar Selek finalement renvoyé au 29 septembre 2024 lors de l'audience[24],[3].

## Décorations
- 2013 : Pınar Selek reçoit les insignes de docteur honoris causa de l’École normale supérieure de Lyon, en même temps que l’écrivain algérien Boualem Sansal et que le professeur d’histoire contemporaine marocain Jamaâ Baida[25].
- 2023 : Selek est nommée présidente d’honneur de l’Association des Sociologues de l’Enseignement Supérieur (ASES)
- 2023 : Médaille de la Ville de Paris (Vermeil)[3]

## Publications en français
- Travailler avec ceux qui sont en marge, Socio-Logos, avril 2010, no 5
- Loin de chez moi mais jusqu'où ?, Donnemarie-Dontilly, Éditions iXe, coll. « La petite IXe », 2012, 56 p.  (ISBN 979-10-90062-11-5)
- La Maison du Bosphore, Éditions Liana Levi, Paris, 2013, 400 p.  (ISBN 978-2867466694)
- Devenir homme en rampant, Paris, L'Harmattan, 218 p. Paris, 2014 (traduction de Sürüne Sürüne erkek olmak paru en 2008)  (ISBN 9782343024417)
- Parce qu'ils sont Arméniens, Éditions Liana Levi, Paris, 2015 96 p.  (ISBN 978-2867467646)
- Verte et les oiseaux, avec Elvire Reboulet & Maud Leroy (ill.), conte illustré traduit du turc par Lucie Lavoisier, Éditions des Lisières, Sainte Jalle, 2017, 64 p.  (ISBN 9791096274031)
- Algue et la sorcière, avec Elvire Reboulet & Maud Leroy (ill.) conte illustré traduit du turc par Lucie Lavoisier, Éditions des Lisières, Curnier, 2021, 56 p.  (ISBN 9791096274277)
- Azucena ou Les fourmis zinzines, des femmes, 2022, 224 p.
- Pinar Selek, Le chaudron militaire turc: un exemple de production de la violence masculine, Des femmes-Antoinette Fouque, 2023 (ISBN 978-2-7210-1214-2)